# Giovanni Archinto

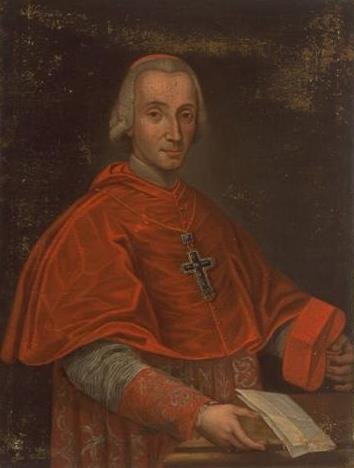
Giovanni Kardinal Archinto

Giovanni Archinto (* um 1732, nach anderen Angaben am 10. August 1736 in Mailand; † 9. Februar 1799 ebenda) war ein Kardinal der Römischen Kirche.

## Leben
Archinto war Neffe der Kardinäle Alberico Archinto (1756) und mütterlicherseits Vitaliano Borromeo (1766). Er entstammte dem gleichen Geschlecht wie Kardinal Giuseppe Archinto (1699).
Nach dem Studium an der Universität La Sapienza in Rom, wo er am 27. Juli 1759 zum Doktor beider Rechte promoviert wurde, empfing er am 23. Dezember 1759 das Subdiakonat, am 2. März 1760 die Diakonenweihe und am 3. März 1760 die Priesterweihe.
Seit 1758 privater Kämmerer von Papst Clemens XIII., wurde er am 20. September 1759 Referendar der Apostolischen Signatur und schließlich von 1759 bis 1763 Vizelegat in Bologna. Anschließend war er Relator der Sacra Consulta und erhielt den Ehrentitel eines Apostolischen Protonotars. Am 1. Dezember 1766 zum Titularerzbischof von Philippi ernannt, empfing er am 8. Dezember 1766 die Bischofsweihe. Diese spendete ihm Papst Clemens XIII. selbst; Mitkonsekratoren waren die Kurienerzbischöfe Scipione Borghese und Ignazio Reali. Am 8. Dezember 1766 ernannte der Papst ihn zum Päpstlichen Thronassistenten. Seit dem 20. Dezember 1766 war er Nuntius im Großherzogtums Toskana. 1767 wurde er Mitglied der Florentiner Gelehrtengesellschaft Accademia della Crusca. Im Juni 1769 kehrte er nach Rom zurück und wurde Sekretär der Memoria und am 9. November 1770 Präfekt des Apostolischen Palastes. Im selben Jahr schlug ihn der Erzbischof von Mailand, Kardinal Giuseppe Pozzobonelli, bei Kaiserin Maria Theresia als seinen Nachfolger vor, doch diese akzeptierte Pozzobonellis Rücktrittsgesuch nicht. Nach dem Tod Clemens’ XIV. am 22. September 1774 bestimmte das Kardinalskollegium Archinto zum Gouverneur des Konklaves.
Am 15. April 1776 von Papst Pius VI. zum Kardinal in pectore erhoben, veröffentlichte dieser seinen Namen am 20. Mai 1776 und machte ihn am 15. Juli 1776 zum Kardinalpriester der Titelkirche Santi XII Apostoli. Seit 1781 Präfekt der Ritenkongregation und von 1785 bis 1786 auch Camerlengo des Kardinalskollegiums, wurde Archinto am 1. Juni 1795 Kardinalbischof von Sabina. Nach der Eroberung Roms durch die Franzosen und der anschließenden Ausrufung der Römischen Republik 1798 wurde er aus Rom vertrieben und nahm seinen Wohnsitz in Mailand, wo er kurz darauf starb.